# Winsome Frazier
Winsome Frazier (* 2. August 1982 in Miami, Florida) ist ein US-amerikanischer Basketballspieler, der seit 2006 vor allem in Europa als Profi spielte, darunter zwei Spielzeiten in der deutschen Basketball-Bundesliga bei den Telekom Baskets aus Bonn.

## Karriere
Während seines Studiums in seinem Heimatland an der Mississippi State University spielte Frazier für das Bulldogs genannte Hochschulteam in der NCAA Division I. Bei den Bulldogs zählte er zu den besten Dreipunktwurfschützen – er ist Mitinhaber des Rekords für die meisten erfolgreichsten Dreier mit acht in einem Spiel – sowie besten Balleroberern und ist in diesen beiden Kategorien unter den All-Time-Top-Ten in den Rekordlisten dieses Teams finden.
Nach einer Spielzeit in Venezuela unterschrieb Frazier 2006 einen Vertrag im ungarischen Szombathely. Er führte diese Mannschaft mit 19 Punkten und 7 Rebounds pro Spiel bis ins Halbfinale der nationalen Meisterschaft. Mit seinen Leistungen konnte er sich für die deutsche BBL empfehlen und wurde von den Telekom Baskets verpflichtet, mit denen er in den beiden folgenden Spielzeiten bis ins Finalspiele um die deutsche Meisterschaft vordrang, die jedoch 2008 gegen Alba Berlin sowie 2009 gegen die EWE Baskets Oldenburg verloren gingen. Zudem verlor man 2009 das Pokalfinale gegen Alba Berlin, welche man jedoch im Halbfinale der Meisterschaft in fünf Spielen bezwingen konnte. Im entscheidenden fünften Spiel dieses Halbfinales gelangen Frazier fünf „Dreier“ bei sieben Versuchen, womit er entscheidend zum Sieg beitragen konnte. Zudem kamen auch in der BBL seine Stärken bei der Balleroberung zum Vorschein, in seiner Saison hatte er knapp zwei Steals pro Spiel. Für seine Leistungen wurde er 2009 zum BBL All-Star Game eingeladen.
Nach dem Ende der Saison 2008/2009 wurde sein Vertrag von Seiten der Telekom Baskets Bonn allerdings nicht verlängert. Zu Beginn der Saison 2009/10 kehrte Frazier in die ungarische Liga zurück und spielte zunächst in Szolnok. Zum Jahreswechsel kehrte er für den Rest der Saison zu seinem ehemaligen Verein Falco KC-Szombathely zurück. Zur Spielzeit 2010/11 unterschrieb er dann einen Vertrag im polnischen Koszalin. Von dort wechselte er zur Saison 2011/2012 zunächst nach Griechenland zu Marousi Athen. Nach einem Monat ging er nach Zypern und spielte für Keravnos Strovolou. Mit dem Verein aus Nikosia verlor man nach nur einer Niederlage in der regulären Saison als Hauptrundenerster in den Play-offs die Finalserie und wurde Vizemeister. Für die Spielzeit 2012/13 wechselte Frazier in die Basketball Superliga Ukraine zum Verein Krywbas aus Krywyj Rih. Am Ende der Unruhen in der Ukraine 2013 und 2014 verließ Frazier wie viele andere ausländische Spieler das Land im März 2014 und ging zurück nach Venezuela, wo er zu Beginn seiner Profikarriere bereits gespielt hatte. In der LPB Venezuelas spielt er dort für die Bucaneros aus La Guaira.

## Erfolge
- 2008 Deutscher Vizemeister mit den Telekom Baskets Bonn
- 2009 All-Star im BBL All-Star Game
- 2009 Deutscher Vizepokalsieger mit den Telekom Baskets Bonn
- 2009 Deutscher Vizemeister mit den Telekom Baskets Bonn
- 2012 Zyprischer Vizemeister mit Keravnos Strovolou